# Three Points
Three Points és una concentració de població designada pel cens dels Estats Units a l'estat d'Arizona. Segons el cens del 2000 tenia 5.273 habitants.

## Demografia
Segons el cens del 2000, Three Points tenia 5.273 habitants, 1.772 habitatges, i 1.304 famílies La densitat de població era de 45,7 habitants/km².
Dels 1.772 habitatges en un 38,5% hi vivien nens de menys de 18 anys, en un 56,9% hi vivien parelles casades, en un 10,9% dones solteres, i en un 26,4% no eren unitats familiars. En el 19,8% dels habitatges hi vivien persones soles el 5,1% de les quals corresponia a persones de 65 anys o més que vivien soles. El nombre mitjà de persones vivint en cada habitatge era de 2,98 i el nombre mitjà de persones que vivien en cada família era de 3,46.
Per edats la població es repartia de la següent manera: un 31,8% tenia menys de 18 anys, un 8,1% entre 18 i 24, un 29% entre 25 i 44, un 23,6% de 45 a 60 i un 7,5% 65 anys o més.
L'edat mediana era de 33 anys. Per cada 100 dones de 18 o més anys hi havia 102,4 homes.
La renda mediana per habitatge era de 31.486 $ i la renda mediana per família de 35.229 $. Els homes tenien una renda mediana de 28.642 $ mentre que les dones 22.857 $. La renda per capita de la població era de 13.088 $. Aproximadament el 18% de les famílies i el 22,1% de la població estaven per davall del llindar de pobresa.

## Poblacions més a prop
El següent diagrama mostra les poblacions més a prop.